# Damia (Mythologie)
Damia ist in der römischen Religion der Name der Bona Dea, der „guten Göttin“, in Zusammenhang mit den geheimen Riten des Festes der Bona Dea am 4. Dezember.
Weitere Begriffe, die in diesem Zusammenhang auftauchen, sind Damium als Bezeichnung für das Opfer und Damiatrix als Titel der opfernden Priesterin.
Der Name wird bei Paulus Diaconus von damosios (δαμόσιος „öffentlich“) hergeleitet, was sinnvoll sein soll, da das Opfer zwar geheim war, aber im öffentlichen Interesse (pro populo Romano) erfolgte.
Die bei dem Fest geübten Riten scheinen nicht dem Muster altrömischen Kults entsprochen zu haben, sondern eher den griechischen Formen, z. B. des Lectisterniums bzw. der geheimen, nur auf weibliche Teilnehmer beschränkten Orgien.
Die Worte Damia, Damium und Damiatrix sollen nicht lateinischen, sondern griechischen Ursprungs sein. Auch wird eine Verbindung zur griechischen Damia (siehe Damia und Auxesia), hinter der wiederum Demeter zu sehen sei, vermutet.
Dass Damia in dem bei Cato dem Älteren wiedergegebenen Zauberspruch „hauat hauat hauat ista pista sista damia bodannaustra“ enthalten sei bzw. angesprochen wird, wird bezweifelt.